# Ogobara Doumbo
Ogobara Doumbo, né en janvier 1958 dans le cercle de Koro alors en Afrique-Occidentale française (actuel Mali) et mort le 9 juin 2018 à Marseille, est un scientifique malien spécialiste du paludisme.

## Biographie
Ogobara Doumbo fait partie de l'ethnie des Dogons. Après ses études en France, il présente deux thèses de médecine, une au Mali et une en France. Il a présidé pendant dix ans le département d’épidémiologie de la Faculté de Médecine de Bamako au Mali.
Il préside le Centre de recherche et de formation sur le paludisme appelé Malaria Research and Training Centre (MRTC), un centre qui a entrepris en 2003 les essais cliniques d’un vaccin contre le paludisme. Le 26 juin 2007, il est élu membre correspondant étranger de l'Académie nationale de médecine.
Il est membre du conseil scientifique de l’Agence universitaire de la Francophonie (AUF).
Il meurt le 9 juin 2018 à l'Hôpital de la Timone à Marseille, à la suite des complications d'une intervention chirurgicale réalisée au Mali.

## Prix et distinctions
- 2000 : Chevalier de la Légion d'honneur [8]
- 2007 : Prix Christophe-Merieux[9],[10].
- 2011 : Officier de la Légion d'honneur [11]
- 2013 : Prix étranger de l'Inserm[12].